# Veenbroei-arrest
Het arrest Staat/Daalder (HR 27 mei 1988, NJ 1989/29) beter bekend als veenbroei-arrest,
is een arrest van de Nederlandse Hoge Raad dat betrekking heeft op onrechtmatige daad in verband met een waarschuwingsplicht.

## Samenvatting
Een 5-jarig jongetje loopt brandwonden op doordat hij weg is gezakt in veengrond waar sprake is van veenbroei. De Hoge Raad oordeelt, dat de Staat als beheerder nalatig is geweest door niet te waarschuwen voor veenbroei. De Staat is aansprakelijk en moet schadevergoeding betalen.

## Casus
Een 5-jarig jongetje wandelt met zijn vader door een niet voor publiek toegankelijk gemaakt maar wel te betreden terrein, een zogenoemde schor, uitlopend in een waddengebied. Het jongetje loopt brandwonden op doordat hij weg is gezakt in veengrond waar sprake was van veenbroei. Dit is een soms niet soms wel zichtbaar natuurverschijnsel waarbij de begroeiing zodanig broeit/smeult dat aanraking tot brandwonden kan leiden. De vader heeft de Staat aansprakelijk gesteld.

## Hoge Raad
De Hoge Raad beslist dat wie een voor het algemeen publiek toegankelijk terrein beheert een waarschuwingsplicht heeft. De Staat is als beheerder nalatig geweest door niet te waarschuwen voor veenbroei. De Staat is aansprakelijk en moet schadevergoeding betalen. De Hoge Raad overwoog:

Degene die de zorg voor een terrein heeft, handelt in strijd met hetgeen volgens het ongeschreven recht in het maatschappelijk verkeer betaamt, wanneer hij, terwijl hij moet verwachten dat het publiek dit terrein zal betreden en weet dat zich op dit terrein een voor het publiek niet steeds waarneembaar gevaar als het onderhavige voordoet, dat aan het publiek niet bekend is, niettemin nalaat maatregelen te nemen zoals een ter plaatse kenbaar verbod het terrein te betreden of waarschuwing voor dit gevaar. Zulks wordt niet anders indien zich op het terrein ook andere, wel aan het publiek bekende gevaren voordoen.

## Relevantie
Volgens de annotator (Van der Grinten) geldt de regel niet alleen voor de Staat, maar voor alle terreinbeheerders.